# Storojiv, Koreț
Storojiv (în ucraineană Сторожів) este o comună în raionul Koreț, regiunea Rivne, Ucraina, formată numai din satul de reședință.

## Demografie
Componența lingvistică a comunei Storojiv
     Ucraineană (99,71%)
     Alte limbi (0,29%)
Conform recensământului din 2001, majoritatea populației comunei Storojiv era vorbitoare de ucraineană (99,71%), existând în minoritate și vorbitori de alte limbi.